# 1089
1089是1088与1090之间的自然数。

## 在數學中
- 合數，正因數有1、3、9、11、33、99、121、363和1089。
質因數分解為{\displaystyle 3^{2}\times 11^{2}}。
- 虧數，真因數和為640，虧度為449。
- 第33個平方數，為33的平方。前一個為1024、下一個為1156。
- 十进制的奢侈數。

1089是一个完全平方数（33的平方），第18個九邊形數，也是三十二邊形數及中心八邊形數。

## 特殊性質
在十進制系統中，將合乎條件的數字用以下的方式計算，結果一定為1089
1. 選一個不是迴文數的三位數。
2. 將原數字反序排列，和原數字相減後取絕對值。
3. 算出的數字若只有二位數，前面加一個零，再將此數字和反序排列後的數字相加。

舉例
```
732 - 237 = 495
495 + 594 = 1089
```

```
342 - 243 = 099
099 + 990 = 1089
```

以下是1089乘以1到9的乘積：
```
1 x 1089 = 1089
2 x 1089 = 2178
3 x 1089 = 3267
4 x 1089 = 4356
5 x 1089 = 5445
6 x 1089 = 6534
7 x 1089 = 7623
8 x 1089 = 8712
9 x 1089 = 9801
```

若將1089乘以1到9的乘數，其乘積有以下的特性：若a和b的和為10，則二者乘以1089後的乘積其各位數字恰好相反，例如1和9的和為10，則二者乘以1089後的乘積（1089及1089 x 9 =9801）其各位數字恰好相反。
其他進位制系統中也有數字有類似的性質，如八進制中的1067及十六進制中的10EF。
1089反序排列後的數字是9801，為1089的倍數，下一個有此性質的數字為2178（8712 = 2178 * 4），在四位數字中只有這二個數字有此性質。（OEIS:A008919）（剛好1089與2178是倍數關係，分別是1倍及2倍）

## 外部連結
- The 1089 Trick（页面存档备份，存于）